# تاريخ اللغة الهولندية
اللغة الهولندية هي لغة لغة جرمانية غربية نشأت من اللهجات الفرنكية القديمة.
تعرف الهولندية كلغة للأدب، ولكنها أصبحت مهمة أيضا كلغة للتجارة، على الرغم من قلة متحدثيها نسبيا من حيث العدد، فقد تركت بصماتها على المجتمع العالمي من خلال التجارة والإمبراطورية. الهولندية أيضا بين بعض اللغات أقدم اللغات المسجلة في أوروبا. البلدان التي تعتمد الهولندية كلغة رسمية هي بلجيكا وهولندا وسورينام وأروبا وكوراساو.